# Petr I. (olomoucký biskup)
Petr I. původně strahovský kanovník, který byl olomouckým biskupem jmenovaný knížetem Břetislavem II. v roce 1099 a patrně ještě téhož roku byl vysvěcen a uveden v úřad. Zemřel 3. července 1104.